# Johannes Wiggers

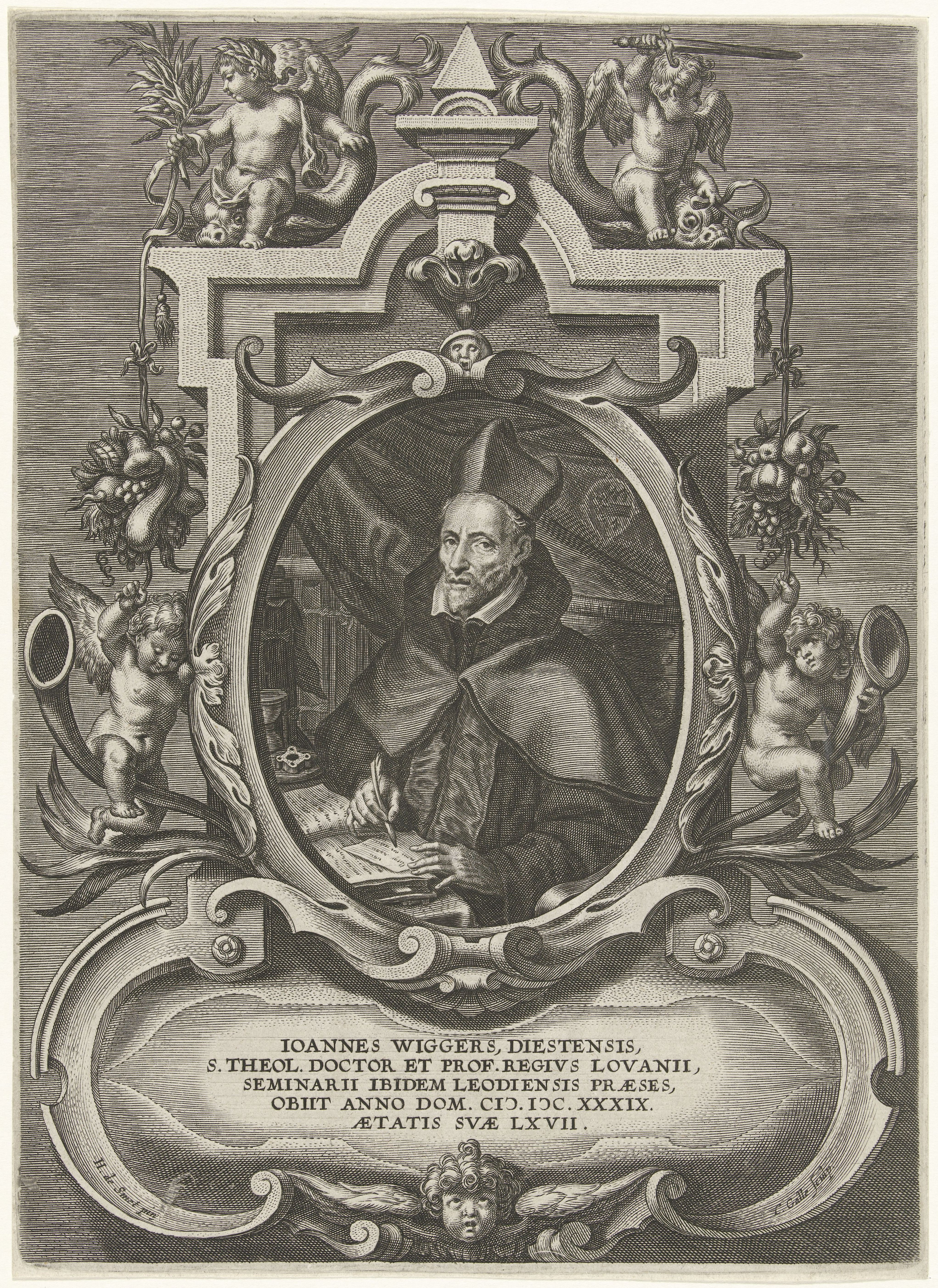
Johannes Wiggers (Stich von Cornelis Galle d. J., etwa 1639–1678)

Johannes Wiggers (* 27. Dezember 1571 in Diest; † 29. März 1639 in Löwen) war ein römisch-katholischer Theologe.

## Leben
Nach seinem Studium an der Universität Löwen übernahm Wiggers zunächst ein Lehramt der Philosophie an einem der dortigen Kollegien. Im Jahr 1604 wurde er als Vorstand des theologischen Seminars und Professor der Theologie nach Lüttich berufen und promovierte 1607 an der Universität Löwen zum Doktor der Theologie. Ab 1611 hatte Wiggers den Königlichen Lehrstuhl für Scholastische Theologie in Löwen inne.

## Werke (Auswahl)
- In primam secvndae divi Thomae Aqvinatis commentaria Ionnis Wiggers Diestensis S. Th. Doct. ac professoris regii in scholis pvblicis Academiae Lovaniensis. 1629
- In secvndam secvndae divi Thomae Aqvinatis commentaria Ioannis Wiggers Diestensis S. Th. Doct. ac professoris regii in scholis pvblicis Academiae Lovaniensis A Quaestione I. vsque ad Quaestionem XLVI. De Tribus Virtvtibvs Theologicis Cum Svis Adnexis. 1630
- In tertiam partem divi Thomæ Aqvinatis commentaria Ioannis Wiggers Diestensis S. Th. Doct. ac professoris regii in scholis pvblicis Academiae Lovaniensis A quæstione I. vsque ad quæstionem XXVI. de verbo incarnato. 1631
- Commentaria de jure et justitia ceterisque virtutibus cardinalibus, cum annexis. 1689